# Rune Jacobsen
Rune Jacobsen (Bergen, 28 de seeptiembre de 1967) es un deportista noruego que compitió en vela en la clase Soling. Ganó una medalla de bronce en el Campeonato Europeo de Soling de 1993.

## Palmarés internacional
| \| Campeonato Europeo \| Campeonato Europeo \| Campeonato Europeo \| Campeonato Europeo \| \| Año \| Lugar \| Medalla \| Clase \| \| ------------------ \| -------------------- \| ------------------ \| ------------------ \| \| 1993 \| Portorož (Eslovenia) \| Medalla de bronce \| Soling \| |                      |                   |        |
| Campeonato Europeo |                      |                   |        |
| Año | Lugar                | Medalla           | Clase  |
| 1993 | Portorož (Eslovenia) | Medalla de bronce | Soling |